# Биг-Лейк (Аляска)
Биг-Лейк (англ. Big Lake) — статистически обособленная местность, расположенная в боро Матануска-Суситна (штат Аляска, США) с населением в 2635 человек по статистическим данным переписи 2000 года.

## География
По данным Бюро переписи населения США статистически обособленная местность Биг-Лейк имеет общую площадь в 375,03 квадратных километров, из которых 341,62 кв. километров занимает земля и 33,41 кв. километров — вода. Площадь водных ресурсов составляет 8,91 % от всей его площади.
Статистически обособленная местность Биг-Лейк расположена на высоте 61 метр над уровнем моря.

## Демография
По данным переписи населения 2000 года в Биг-Лейк проживало 2635 человек, 647 семей, насчитывалось 971 домашнее хозяйство и 2122 жилых дома. Расовый состав Биг-Лейк по данным переписи распределился следующим образом: 87,13 % белых, 0,34 % — чёрных или афроамериканцев, 7,32 % — коренных американцев, 0,27 % — азиатов, 0,04 % — выходцев с тихоокеанских островов, 4,02 % — представителей смешанных рас, 0,87 % — других народностей. Испаноговорящие составили 1,97 % от всех жителей статистически обособленной местности.
Из 971 домашних хозяйств в 31,9 % — воспитывали детей в возрасте до 18 лет, 53,1 % представляли собой совместно проживающие супружеские пары, в 8,7 % семей женщины проживали без мужей, 33,3 % не имели семей. 24,1 % от общего числа семей на момент переписи жили самостоятельно, при этом 4,2 % составили одинокие пожилые люди в возрасте 65 лет и старше. Средний размер домашнего хозяйства составил 2,6 человек, а средний размер семьи — 3,1 человек.
Население статистически обособленной местности по возрастному диапазону по данным переписи 2000 года распределилось следующим образом: 27,5 % — жители младше 18 лет, 6,8 % — между 18 и 24 годами, 32,3 % — от 25 до 44 лет, 26 % — от 45 до 64 лет и 7,4 % — в возрасте 65 лет и старше. Средний возраст жителей составил 38 лет. На каждые 100 женщин в Биг-Лейк приходилось 118,7 мужчин, при этом на каждые сто женщин 18 лет и старше приходилось 125,8 мужчин также старше 18 лет.
Средний доход на одно домашнее хозяйство в статистически обособленной местности составил 43 382 доллара США, а средний доход на одну семью — 47 542 доллара. При этом мужчины имели средний доход в 40 000 долларов США в год против 30 139 долларов среднегодового дохода у женщин. Доход на душу населения в статистически обособленной местности составил 19 285 долларов в год. 9,8 % от всего числа семей в Биг-Лейк и 14,6 % от всей численности населения находилось на момент переписи населения за чертой бедности, при этом 20,7 % из них были моложе 18 лет и 1 % — в возрасте 65 лет и старше.